# Кехлибарена стая
Кехлибарената стая (на немски: Bernsteinzimmer; на руски: Янтарная комната) се намира в Екатерининския дворец в бившата резиденция на руските царе в Царское село (днес град Пушкин), близо до Санкт Петербург. Представлява стая, напълно облицована с кехлибарени панели със златен кант и огледала. Заради своята красота понякога е била наричана „Осмото чудо на света“.
Създадена е в началото на 18 век в Прусия. Скоро след направата ѝ е подарена от пруския крал Фридрих Вилхелм I на неговия тогавашен съюзник руския цар Петър I.
Кехлибарената стая е плячкосана по време на Втората Световна война от нацистите и местонахождението ѝ е изгубено в хаоса в края на войната. Точната ѝ съдба все още остава в тайна.

## Създаване
През 1701 Фридрих I, след като самоволно се коронясал за пруски крал, поръчал да бъдат изработени кехлибарени панели, за да облицова с тях една от стаите на двореца в Шарлотенхоф. Те били направени от датския майстор Готфрид Волфрам. Концепцията и дизайнът били на Андреас Шлютер, който бил скулптор и архитект.
Готовите панели не останали задълго в Шарлотенхоф. През 1716 Фридрих Вилхелм I, син на Фридрих Ι, подарил това съкровище на Петър Велики. Прусия имала нужда от силен съюзник като Русия, която малко преди това е победила Швеция, и този скъп дар скрепил съюзничеството им.
Кехлибарената стая била разглобена и опакована в 18 големи сандъка и транспортирана до Санкт Петербург. През 1755 г. императрица Елисавета Петровна заповядала да преместят Кехлибарената стая в Царское село.
От Берлин Фридрих ΙΙ изпратил още балтийски кехлибар. Помещението в Царское село, което щяло да е новата Кехлибарена стая, било в пъти по-голямо от това в Прусия. Италианският архитект Бартоломео Растрели се справил със задачата по дизайна, като добавил позлатена дърворезба, картини и огледала.
В първоначалния си вид Кехлибарената стая представлявала пано от 55 m², което съдържало повече от 6 тона кехлибар. Кехлибарената стая добила окончателния си вид през 1770 г.

## Изчезване
Кьонигсберг бил тежко бомбардиран от английските Кралски въздушни сили, а по-късно, до падането си на 9 април 1945 г., пострадва и при бойните действия. Кехлибарената стая никога повече не е виждана, въпреки че се появяват от време навреме сведения, че панелите на Кехлибарената стая са оцелели.
Има много противоречиви сведения и теории относно съдбата на Кехлибарената стая. Според различните варианти, тя е разрушена при бомбардировки, скрита в подземен бункер в Кьонигсберг, заровена в мините в планините по чешко-полско-немската граница, или е натоварена на нацистки кораб или подводница, която е потопена от съветски сили в Балтийско море.
През 1997 г. италианска каменна мозайка, която е била една от четирите, с които е била декорирана Кехлибарената стая, се появява в Западна Германия като собственост на семейството на войник, който е опаковал Кехлибарената стая.

## Реконструкция
През 1979 г. започнала реконструкция в Екатерининския дворец, базирана основно на чернобели снимки на оригиналната Кехлибарена стая. Идеята била финансово подкрепена от немска компания. През 2003 г. огромният труд на руските майстори бил почти завършен. Новата стая била посветена на руския президент Владимир Путин и немския канцлер Герхард Шрьодер по случай 300-годишнината от основаването на Санкт Петербург.
В Клайнмахнов, близо до Берлин, има миниатюрна Кехлибарена стая, направена по оригинала.
Загадката около Кехлибарената стая е основа за сюжет на няколко филма и книги.